# Karol Wiktor zu Wied
Karol Wiktor zu Wied (niem. Karl Viktor Prinz zu Wied; ur. 19 maja 1913 w Poczdamie, zm. 8 grudnia 1973 w Monachium) – niemiecki szlachcic z rodu zu Wied, dziedziczny książę Albanii. Absolwent jednej z uczelni w Berlinie. Był synem Wilhelma i Zofii, miał siostrę Marię Eleonorę. Żonaty z Eileen Johnston, nie miał dzieci. Został pochowany w Neuwied.
Odznaczony Orderem Orła Czarnego.